# Wade Dominguez
Wade Dominguez (Condado de Santa Clara, 10 de mayo de 1966 – Los Ángeles, 26 de agosto de 1998) fue un actor, modelo, cantante y bailarín estadounidense, más conocido por su papel de Emilio Ramírez en Mentes peligrosas.

## Primeros años de vida
Dominguez nació en el condado de Santa Clara, California en 1966, y se graduó de la escuela secundaria Live Oak, Morgan Hill.

## Carrera
Se mudó a Los Ángeles para seguir una carrera como actor y se matriculó en las clases impartidas por la nominada al premio Óscar Jeannie Berlin. La madre de Berlín, Elaine May, quedó tan impresionada con el trabajo de Dominguez en clase, que ella comenzó a recomendarlo para papeles. En 1995, Dominguez consiguió un papel en el éxito de taquilla Mentes peligrosas como un adolescente con problemas en la escuela que se encuentra con drogas, violencia y problemas de pandillas en el ghetto.
Tras el éxito de Mentes peligrosas, Dominguez después interpretó el papel de un ladrón en City of Industry. También tuvo un papel principal como un policía novato en Taxman y un papel secundario en Shadow of Doubt, donde actuó al lado de Melanie Griffith y Tom Berenger, como un artista de hip-hop que es acusado de asesinato.

## Muerte
El 26 de agosto de 1998, Dominguez murió de insuficiencia respiratoria a causa del sida en el hospital Midway a la edad de 32 años.

## Filmografía selecta
| Año  | Título            | Papel          |
| ---- | ----------------- | -------------- |
| 1995 | Mentes peligrosas | Emilio Ramírez |
| 1997 | City of Industry  | Jorge Montana  |
| 1998 | Taxman            | Joseph Romero  |
| 1998 | Shadow of Doubt   | Bobby Medina   |